# 狼紫草属
狼紫草属（学名：Lycopsis）是紫草科下的一个属，为一年生、被粗毛草本植物。该属共有3种，分布于欧洲和亚洲。